# Albano Lacus
L'Albano Lacus è una struttura geologica della superficie di Titano.